# 阿讷马斯
阿讷马斯（法語：Annemasse，發音：[anmas] ⓘ），法国东部城市，奥弗涅-罗讷-阿尔卑斯大区上萨瓦省的一个市镇，隶属于圣于连昂热讷瓦区，其市镇面积为4.98平方公里，2022年1月1日时人口数量为37,595人，是上萨瓦省人口第二多的市镇，在法国城市中排名第206位。
阿讷马斯位于上萨瓦省北部，靠近瑞士边境，距离日内瓦市区不到10公里，通过区域列车、有轨电车及巴士连接。阿讷马斯是阿尔卑斯山北部一个重要铁路交通枢纽，是由巴黎及法国北部前往勃朗峰以及埃维昂的必经之路。阿讷马斯也是日内瓦城市圈的组成部分，因法瑞边境贸易合作的不断深化而得到发展，至20世纪末已发展成为这一区域的一个中心城市。

## 地名来源
“阿讷马斯”一名的具体含义尚有待考证，其来源亦存在争议，法国语言学家阿尔贝·多扎认为该名称可能来源于某种高卢语言，写作“Adnamatius”；而当地的历史学家皮埃尔·布鲁瓦斯（Pierre Broise）则认为该名称更接近于拉丁语“Annamatia”。

## 历史

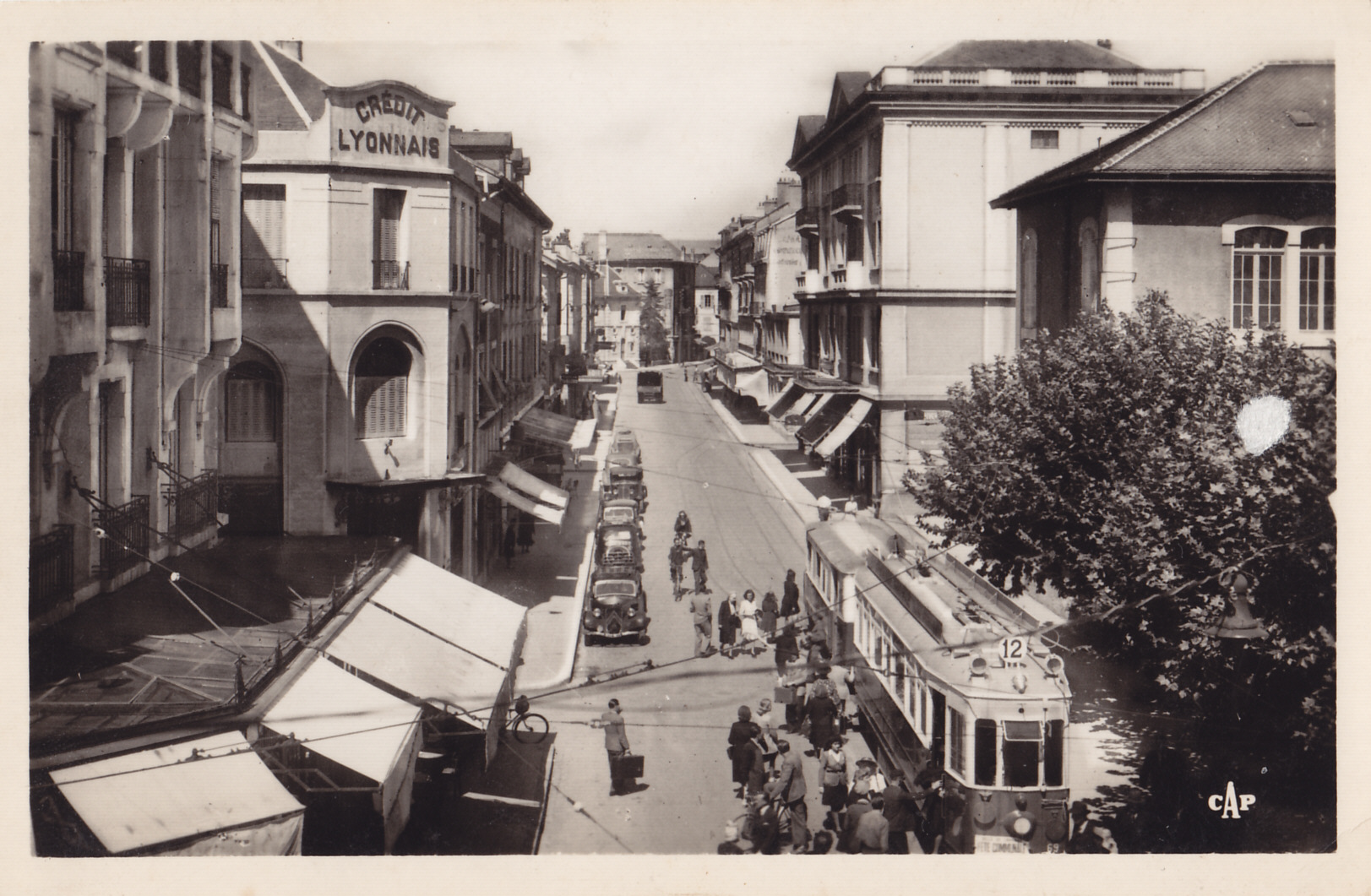
20世纪30年代的阿讷马斯街头

在古典时期，阿讷马斯为阿洛布罗基人人的活动范围，罗马人入侵时，当地的人口数量约在800至1,000之间。中世纪时，阿讷马斯长期为日内瓦主教的一处领地，1780年成为卡鲁日行省的一部分，法国大革命后，阿讷马斯先后成为勃朗峰省和莱芒省的一个市镇。1815年因拿破仑战败，萨瓦地区被划入薩丁尼亞王國。在1860年4月22日举行的公民投票中，99.8%的萨瓦居民认为“萨瓦公国属于法国”。同年7月，根据《都灵条约》，阿讷马斯重归法国，并被划入新成立的上萨瓦省。彼时，阿讷马斯尚为一个只有一千人口的普通市镇。19世纪末，随着隆日赖-莱阿—勒布沃雷、艾克斯莱班—阿讷马斯以及日内瓦—阿讷马斯三条铁路线的建成，阿讷马斯成为萨瓦北部重要的铁路枢纽，当地人口数量快速增加。二战后，随着日内瓦的城市扩张以及法瑞边境合作的加强，阿讷马斯城市快速扩张，人口数量也逐年增加，至20世纪末已成为上萨瓦省人口第二多的市镇，仅次于省会阿讷西。

## 地理

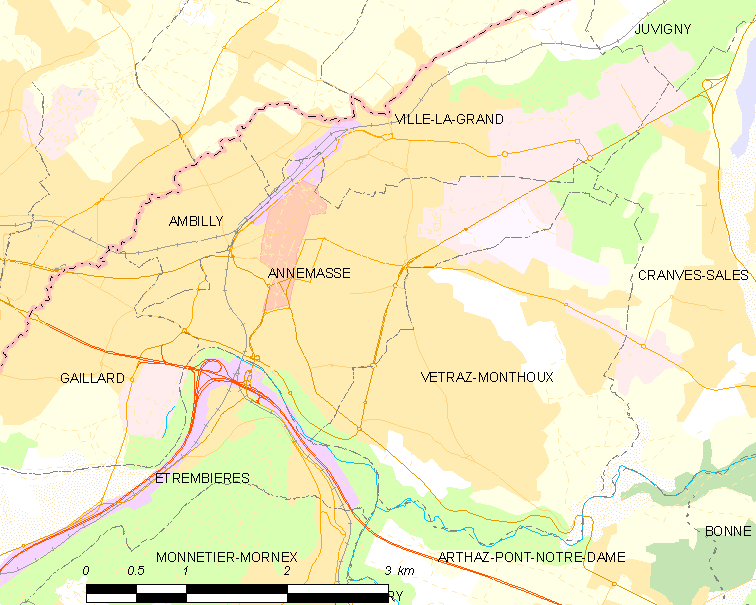
阿讷马斯市镇范围地图

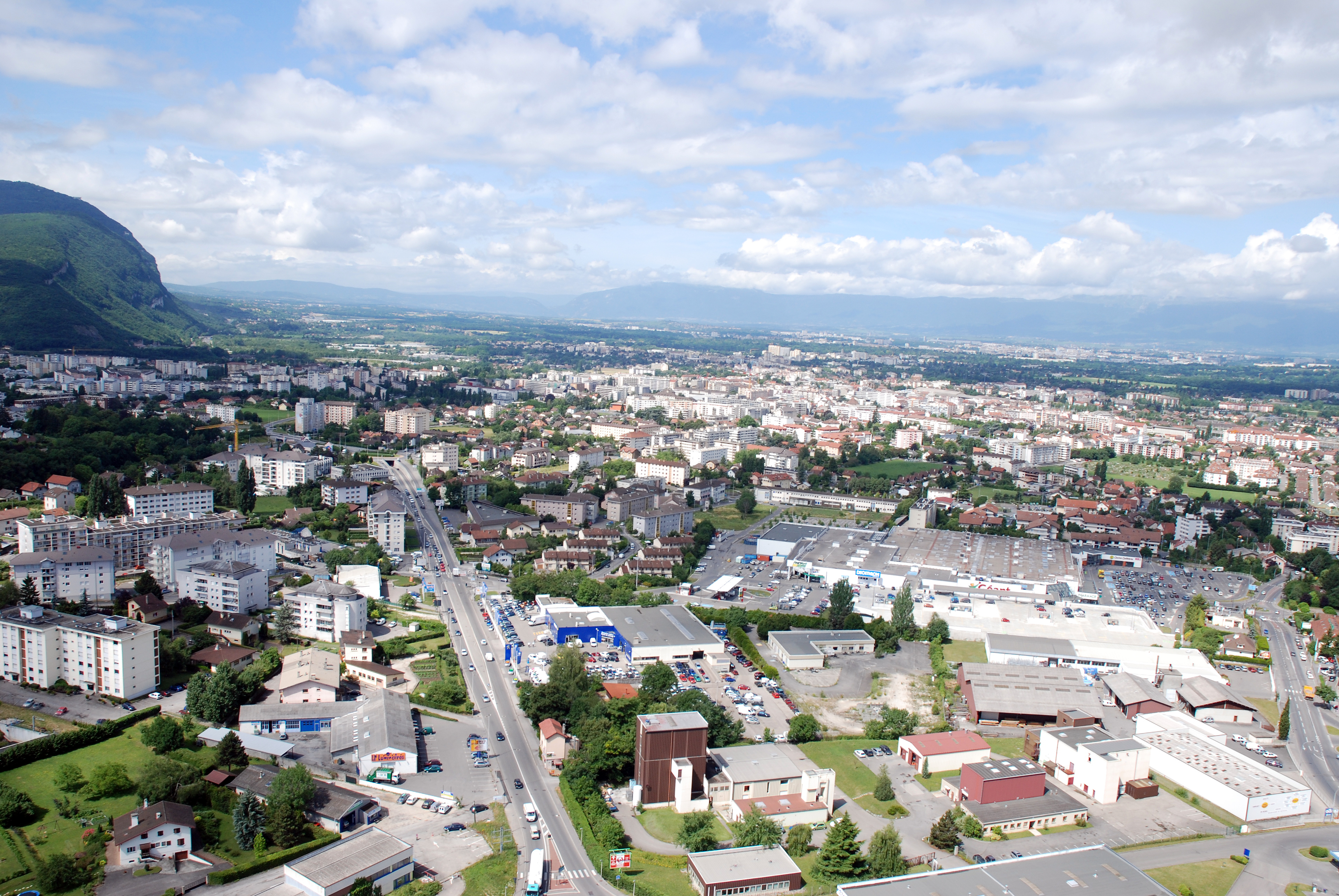
阿讷马斯航拍

阿讷马斯位于法国东部，奥弗涅-罗讷-阿尔卑斯大区东北部和上萨瓦省西北部，距离省会阿讷西大约45公里。与阿讷马斯接壤的市镇包括：昂比伊、克朗沃-萨勒、加亚尔、克朗沃-萨勒、埃特朗比耶尔、拉格朗城和韦特拉-蒙图。

### 地形
阿讷马斯位于莱芒湖南岸平原上，南侧为阿尔卑斯山的萨莱沃山脉。阿讷马斯市镇范围内以平原为主，市镇中心地势较为平坦，全境海拔在399到504米之间。

### 水文
阿尔沃河自东向西流经阿讷马斯市区南侧，该河在日内瓦注入罗讷河。

### 植被
阿讷马斯属于温带阔叶混交林区，林地散落分布于河流附近及坡地地带，蒙泰叙公园（Parc de Montessuit）、欧仁·迈特尔公园（Parc Eugène Maitre）等为主要的城市绿地。
在鲜花城市的评比中，阿讷马斯被评为4星级（最高级）鲜花城市。

### 气候
阿讷马斯在柯本气候分类法中属于温带海洋性气候（Cfb），但因距离海岸线相对较远，加之海拔偏高，故又有一定的山地特征。
距离阿讷马斯最近的气象站位于加亚尔境内，以下为该气象站的数据（其中日照数据取自日内瓦）：
| 加亚尔 1981年－2019年 | 加亚尔 1981年－2019年 | 加亚尔 1981年－2019年 | 加亚尔 1981年－2019年 | 加亚尔 1981年－2019年 | 加亚尔 1981年－2019年 | 加亚尔 1981年－2019年 | 加亚尔 1981年－2019年 | 加亚尔 1981年－2019年 | 加亚尔 1981年－2019年 | 加亚尔 1981年－2019年 | 加亚尔 1981年－2019年 | 加亚尔 1981年－2019年 | 加亚尔 1981年－2019年 |
| 月份                  | 1月                   | 2月                   | 3月                   | 4月                   | 5月                   | 6月                   | 7月                   | 8月                   | 9月                   | 10月                  | 11月                  | 12月                  | 全年                  |
| --------------------- | --------------------- | --------------------- | --------------------- | --------------------- | --------------------- | --------------------- | --------------------- | --------------------- | --------------------- | --------------------- | --------------------- | --------------------- | --------------------- |
| 历史最高温 °C（°F）   | 18.3 (64.9)           | 20.7 (69.3)           | 26 (79)               | 28.6 (83.5)           | 33.9 (93.0)           | 36.5 (97.7)           | 38.8 (101.8)          | 40 (104)              | 32.1 (89.8)           | 27.8 (82.0)           | 22 (72)               | 19.9 (67.8)           | 40 (104)              |
| 平均高温 °C（°F）     | 5.3 (41.5)            | 7.9 (46.2)            | 12.7 (54.9)           | 16.1 (61.0)           | 21.3 (70.3)           | 24.6 (76.3)           | 27.1 (80.8)           | 26.6 (79.9)           | 21.4 (70.5)           | 16 (61)               | 9.4 (48.9)            | 5.5 (41.9)            | 16.2 (61.2)           |
| 日均气温 °C（°F）     | 2 (36)                | 3.3 (37.9)            | 7 (45)                | 10.1 (50.2)           | 15.1 (59.2)           | 18.2 (64.8)           | 20.5 (68.9)           | 20 (68)               | 15.7 (60.3)           | 11.4 (52.5)           | 5.7 (42.3)            | 2.5 (36.5)            | 11 (52)               |
| 平均低温 °C（°F）     | −1.4 (29.5)           | −1.2 (29.8)           | 1.3 (34.3)            | 4.2 (39.6)            | 8.9 (48.0)            | 11.9 (53.4)           | 13.8 (56.8)           | 13.4 (56.1)           | 10 (50)               | 6.9 (44.4)            | 2 (36)                | −0.5 (31.1)           | 5.8 (42.4)            |
| 历史最低温 °C（°F）   | −12.5 (9.5)           | −13 (9)               | −10.6 (12.9)          | −5.5 (22.1)           | −0.7 (30.7)           | 2.5 (36.5)            | 6 (43)                | 5 (41)                | 1 (34)                | −4.6 (23.7)           | −9 (16)               | −12.8 (9.0)           | −13 (9)               |
| 平均降水量 mm（）     | 57.2 (2.25)           | 56.7 (2.23)           | 68 (2.7)              | 80.5 (3.17)           | 87 (3.4)              | 85.9 (3.38)           | 79.2 (3.12)           | 86.5 (3.41)           | 103.4 (4.07)          | 103.1 (4.06)          | 87.6 (3.45)           | 74.8 (2.94)           | 969.9 (38.19)         |
| 月均日照時數          | 59                    | 88.9                  | 154.1                 | 176.3                 | 197                   | 234.7                 | 262.9                 | 237                   | 189.2                 | 118.4                 | 67.1                  | 50.1                  | 1,834.7               |
| 来源：infoclimat.fr   |                       |                       |                       |                       |                       |                       |                       |                       |                       |                       |                       |                       |                       |

## 行政区划
阿讷马斯的市镇编号为74012，邮政编号为74100。
在行政管理方面，阿讷马斯隶属于法国奥弗涅-罗讷-阿尔卑斯大区上萨瓦省圣于连昂热讷瓦区；在地方选举方面，阿讷马斯是阿讷马斯县的中央投票站所在地，其市镇范围全境被划入上萨瓦省第四选区；在社会管理方面，阿讷马斯是阿讷马斯-莱瓦龙城市圈公共社区的办公驻地。
截至2024年11月，阿讷马斯市镇范围内的勒佩里耶-红堡-利夫龙街区（Le Perrier - Château Rouge - Livron）为城市政策优先街区，该街区自2014年起实行街区自治制度。
法国国家统计与经济研究所（简称“INSEE”）在进行数据统计时，将阿讷马斯及相邻的另外33个市镇设为日内瓦-阿讷马斯城市核心区，并将包括核心区在内的周边共114个市镇划为日内瓦-阿讷马斯城市区。自2020年起，日内瓦-阿讷马斯城市区被包含158个市镇的日内瓦-阿讷马斯城市辐射区代替。此外，INSEE还将阿讷马斯市镇分为了10个“块区”（IRIS），以便于统计人口分布情况。

## 交通

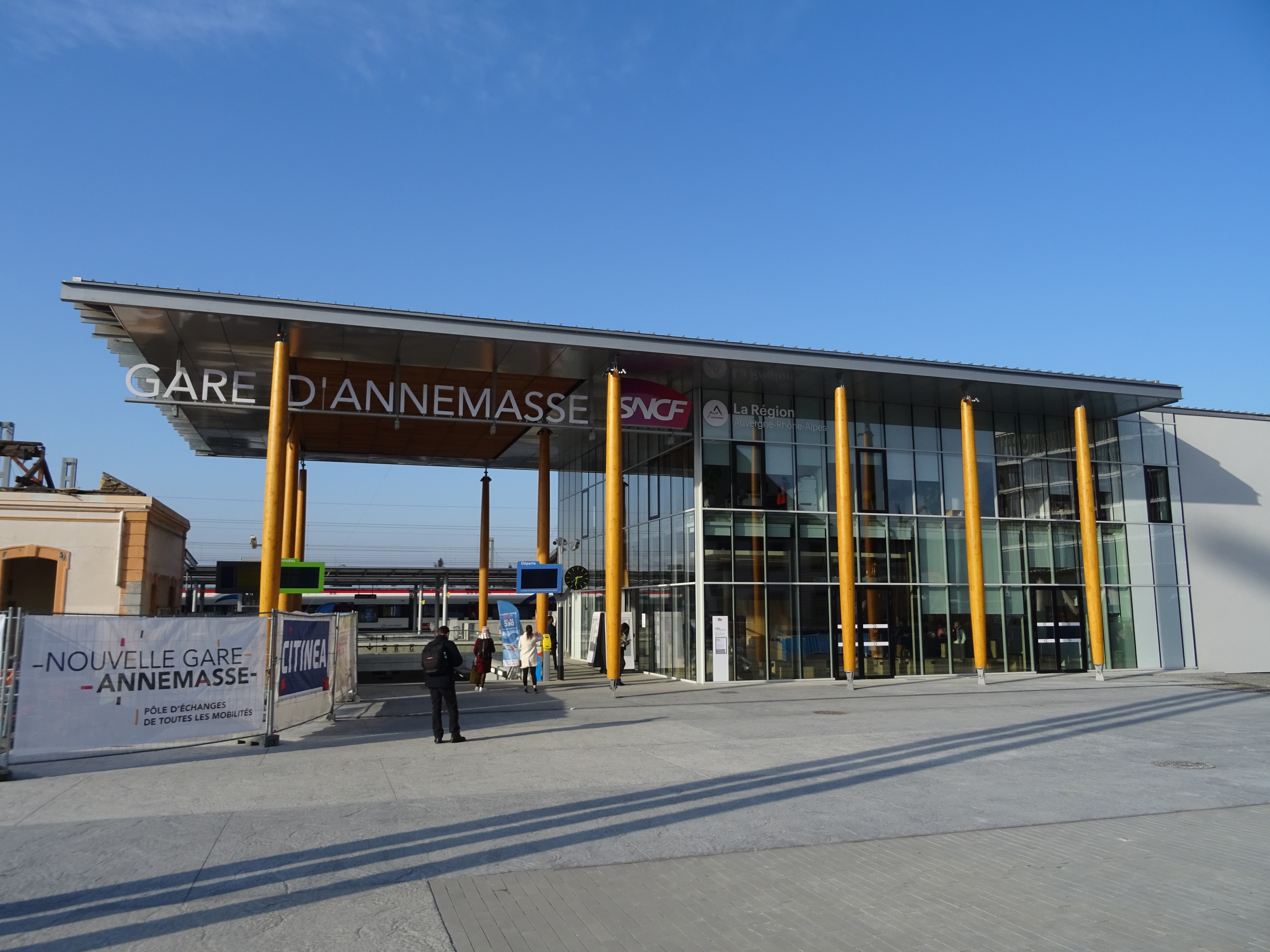
阿讷马斯火车站

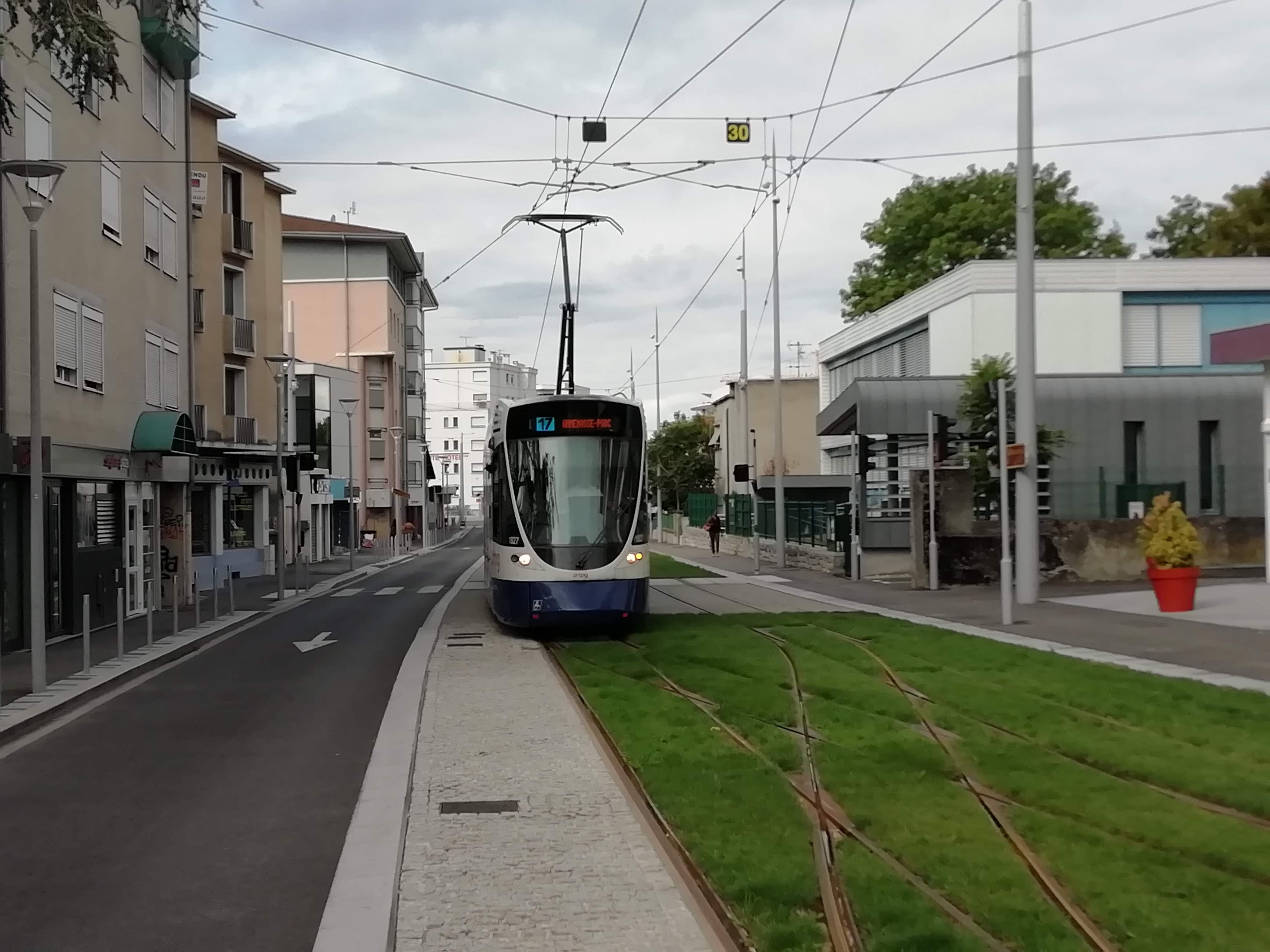
途径阿讷马斯的日内瓦有轨电车17号线

### 公路
A40高速公路经过阿讷马斯市区南部，通过14号出入口连接市区；此外上萨瓦省省道D2线、D159线、D907线、D1205线和D1206线在阿讷马斯境内交汇。奥弗涅-罗讷-阿尔卑斯城际巴士（商业名称为“Cars Région”）下属的Y02线、Y04线和Y11线日内瓦公交272路停靠阿讷马斯，可直通圣于连昂热讷瓦、贝勒沃以及锡克斯特-费尔阿舍瓦勒等地。
2021年，67.5%的阿讷马斯家庭拥有至少一辆私人汽车。2022年，阿讷马斯境内共发生各类交通事故78起，造成1人遇难，80人受伤，其中11人重伤。
| 14 | 1.9 |

| 阿讷西 | 45 |

| 圣于连昂热讷瓦 | 18 |

| 埃维昂莱班 | 43 |

| 托农莱班 | 34 |

| 拉罗什 | 22 |

| 博讷维尔 | 22 |

### 铁路
阿讷马斯是法国东部阿尔卑斯地区的一个重要铁路枢纽，隆日赖-莱阿—勒布沃雷和艾克斯莱班—阿讷马斯两条铁路在阿讷马斯交汇。阿讷马斯站位于市区西北部，已于2019年改造成为一个综合性的交通枢纽，现停靠多条线路的列车：
- 巴黎—贝勒加德—阿讷马斯—埃维昂或勃朗峰（高速列车，周末、冬季及节假日开行）
- 贝勒加德—阿讷马斯—埃维昂或勃朗峰（区域列车，每天往返12班，部分班次延伸至里昂）
- 莱芒特快1号线：日内瓦—阿讷马斯—埃维昂[24]
- 莱芒特快2号线：日内瓦—阿讷马斯—阿讷西[24]
- 莱芒特快3号线：日内瓦—阿讷马斯—勃朗峰[24]
- 莱芒特快4号线：日内瓦—阿讷马斯[24]

### 航空
阿讷马斯飞行场位于阿讷马斯市区东部，供商务及救援使用。
阿讷马斯距离日内瓦机场的公路里程大约27公里（通过快速公路）或15公里（通过日内瓦市区）。

### 城市公共交通
阿讷马斯城市公共交通（商业名称为“TAC”）是当地的城市公共交通系统。截至2024年11月，该系统共包括7条公交线路，路网覆盖了阿讷马斯市区内的主要街道和居民区。
此外，日内瓦有轨电车17号线连接阿讷马斯“蒙泰叙公园”（Parc Montessuit）和日内瓦市中心。

## 政治

### 市政内阁

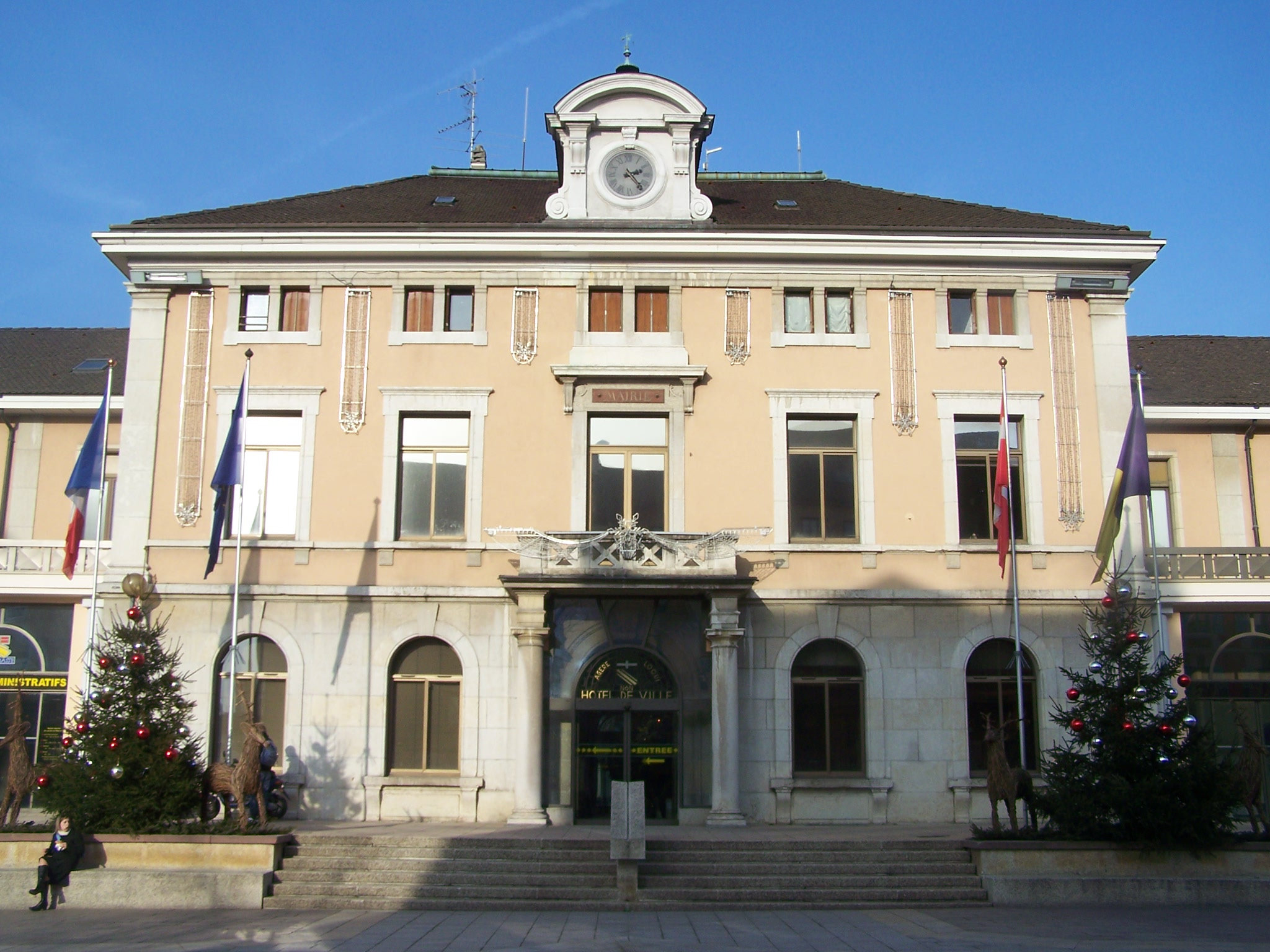
阿讷马斯市政厅

阿讷马斯的现任市长为克里斯蒂安·迪佩塞先生（Christian DUPESSEY），他是一名左翼无党派人士，在2020年的市政选举中获得了50.02%的支持率。
| 阿讷马斯历届市长 | 阿讷马斯历届市长                     | 阿讷马斯历届市长            |
| 任期             | 市长                                 | 党派                        |
| ---------------- | ------------------------------------ | --------------------------- |
| 1944年－1947年   | Jean DEFFAUGT 让·德福                | 不详                        |
| 1947年－1953年   | Claude MONTESSUIT 克洛德·蒙泰叙      | 不详                        |
| 1953年－1959年   | Léon GUERSILLON 莱昂·盖尔西永        | 不详                        |
| 1959年－1963年   | Claude MONTESSUIT 克洛德·蒙泰叙      | 不详                        |
| 1963年－1971年   | Henri JEANTET 亨利·让泰              | 不详                        |
| 1971年－1977年   | Pierre BERTHIER 皮埃尔·贝尔蒂耶尔    | 無黨籍                      |
| 1977年－1996年   | Robert BORREL 罗贝尔·博雷尔          | PS社会党 →DVG左翼无党派人士 |
| 1996年－1997年   | Guy GAVARD 居伊·加瓦尔               | DVG左翼无党派人士           |
| 1997年－2008年   | Robert BORREL 罗贝尔·博雷尔          | DVG左翼无党派人士           |
| 2008年－         | Christian DUPESSEY 克里斯蒂安·迪佩塞 | PS社会党 →DVG左翼无党派人士 |

### 各级选举
| 阿讷马斯历届投票选举结果 | 阿讷马斯历届投票选举结果 | 阿讷马斯历届投票选举结果 | 阿讷马斯历届投票选举结果 | 阿讷马斯历届投票选举结果          | 阿讷马斯历届投票选举结果 | 阿讷马斯历届投票选举结果 | 阿讷马斯历届投票选举结果          | 阿讷马斯历届投票选举结果 | 阿讷马斯历届投票选举结果 |
| 选举项目                 | 选举范围                 | 选区单位                 | 选区单位内的选举结果     | 选区单位内的选举结果              | 选区单位内的选举结果     | 选区单位内的选举结果     | 选区单位内的选举结果              | 选区单位内的选举结果     | 参考资料                 |
| 选举项目                 | 选举范围                 | 选区单位                 | 第一轮胜出者             | 第一轮胜出者                      | 支持率                   | 第二轮胜出者             | 第二轮胜出者                      | 支持率                   | 参考资料                 |
| ------------------------ | ------------------------ | ------------------------ | ------------------------ | --------------------------------- | ------------------------ | ------------------------ | --------------------------------- | ------------------------ | ------------------------ |
| 2017年法國總統選舉       | 法國                     | 市镇                     |                          | 埃马纽埃尔·马克龙                 | 24.91%                   |                          | 埃马纽埃尔·马克龙                 | 73.35%                   | [ 26 ]                   |
| 2017年法国立法选举       | 上萨瓦省第四选区         | 市镇                     |                          | 劳拉·德万                         | 36.81%                   |                          | 劳拉·德万                         | 50.75%                   | [ 26 ]                   |
| 2019年欧洲议会选举       | 法國                     | 市镇                     |                          | 纳塔莉·卢瓦索                     | 23.29%                   | （不适用）               | （不适用）                        | （不适用）               | [ 28 ]                   |
| 2021年法国省级选举       | 上萨瓦省                 | 县                       |                          | 埃丝特勒·布歇 克里斯蒂安·韦尔多内 | 31.38%                   |                          | 埃丝特勒·布歇 克里斯蒂安·韦尔多内 | 58.11%                   | [ 29 ] [ 30 ]            |
| 2021年法国省级选举       | 上萨瓦省                 | 市镇                     |                          | 埃丝特勒·布歇 克里斯蒂安·韦尔多内 | 29.87%                   |                          | 埃丝特勒·布歇 克里斯蒂安·韦尔多内 | 56.11%                   | [ 29 ] [ 30 ]            |
| 2021年法国大区选举       |                          | 市镇                     |                          | 洛朗·沃基耶                       | 32.21%                   |                          | 洛朗·沃基耶                       | 45.72%                   | [ 31 ]                   |
| 2022年法国总统选举       | 法國                     | 市镇                     |                          | 让-吕克·梅朗雄                    | 33.85%                   |                          | 埃马纽埃尔·马克龙                 | 66.14%                   | [ 26 ]                   |
| 2022年法国立法选举       | 上萨瓦省第四选区         | 市镇                     |                          | 瓦莱里安·费福尔特                 | 30.26%                   |                          | 维尔日妮·迪比-米勒                | 55.78%                   | [ 26 ]                   |
| 2024年欧洲议会选举       | 法國                     | 市镇                     |                          | 若尔丹·巴尔代拉                   | 24.19%                   | （不适用）               | （不适用）                        | （不适用）               | [ 26 ]                   |
| 2024年法国立法选举       | 上萨瓦省第四选区         | 市镇                     |                          | 多米妮克·拉舍纳尔                 | 42.33%                   |                          | 维尔日妮·迪比-米勒                | 72.63%                   | [ 26 ]                   |

## 人口
2021年，阿讷马斯市镇人口数量为37,918，在法国排名第206位。其中男性18,526人，女性19,392人，75岁及以上人口占5.3%，外籍人口数量为8,134人，人口密度为7,614人/平方公里，当地居民被称为（男性）或（女性）。2022年，阿讷马斯境内出生560人，死亡人口210人。
| 阿讷马斯1901年－2021年人口变化情况 |
|                                    |
| 数据来源：Cassini、INSEE           |

## 经济

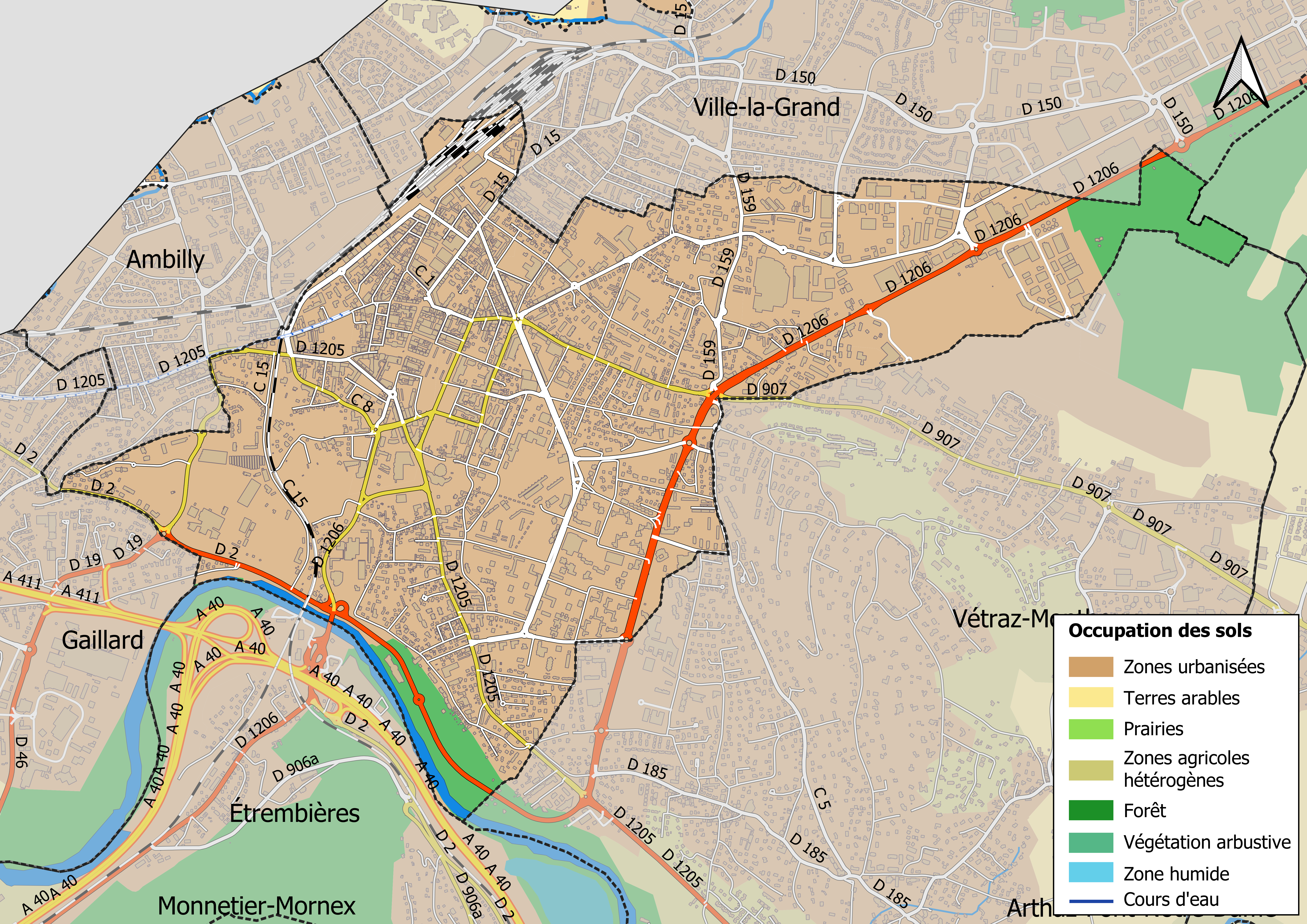
阿讷马斯土地利用情况地图

阿讷马斯是一个区域性的中心城市。截至2024年11月，阿讷马斯市镇范围内共有各类用人单位（包含自雇）6,364家，平均历史为14年，其中99.33%为中小型企业（PME），2024年9月至11月间，当地的经济活力指数为0。（汽车销售）、（汽车销售）及（航空运输）是当地2022年已公布营业额最高的三个企业，分别为108,696,521欧元、107,181,120欧元和60,600,725欧元。

## 财政与居民收入
2022年，阿讷马斯的财政收入总额为55,825,200欧元，财政支出总额为49,968,100欧元，当年的债务总额为31,425,700欧元。2022年，阿讷马斯市镇通过增值税获得1,469,980欧元的收入，此外当地还共获得了4,711,910欧元的国家直接财政补助。
| 阿讷马斯居民收入情况                             | 阿讷马斯居民收入情况 | 阿讷马斯居民收入情况  | 阿讷马斯居民收入情况 |
| 内容                                             | 阿讷马斯             | 法国                  | 统计年份             |
| ------------------------------------------------ | -------------------- | --------------------- | -------------------- |
| 征税家庭总数                                     | 13,655               | 1,081（法国市镇平均） | 2022年               |
| 居民平均月收入                                   | 1,919欧元            | 2,435欧元             | 2022年               |
| 高级职员人均月收入                               | 3,232欧元            | 4,331欧元             | 2021年               |
| 中级职员人均月收入                               | 2,294欧元            | 2,470欧元             | 2021年               |
| 普通职员人均月收入                               | 1,665欧元            | 1,801欧元             | 2021年               |
| 贫困率                                           | 22%                  | 14.5%                 | 2020年               |
| 青壮年（15至64岁）失业率                         | 16.4%                | 7.4%                  | 2020年               |
| 征税家庭数量占比                                 | 32.2%                | 45.5%                 | 2020年               |
| 家庭年均纳税                                     | 2,826欧元            | 4,393欧元             | 2022年               |
| 资料来源：INSEE、L'Internaute、Le Journal du Net |                      |                       |                      |

## 社会事务

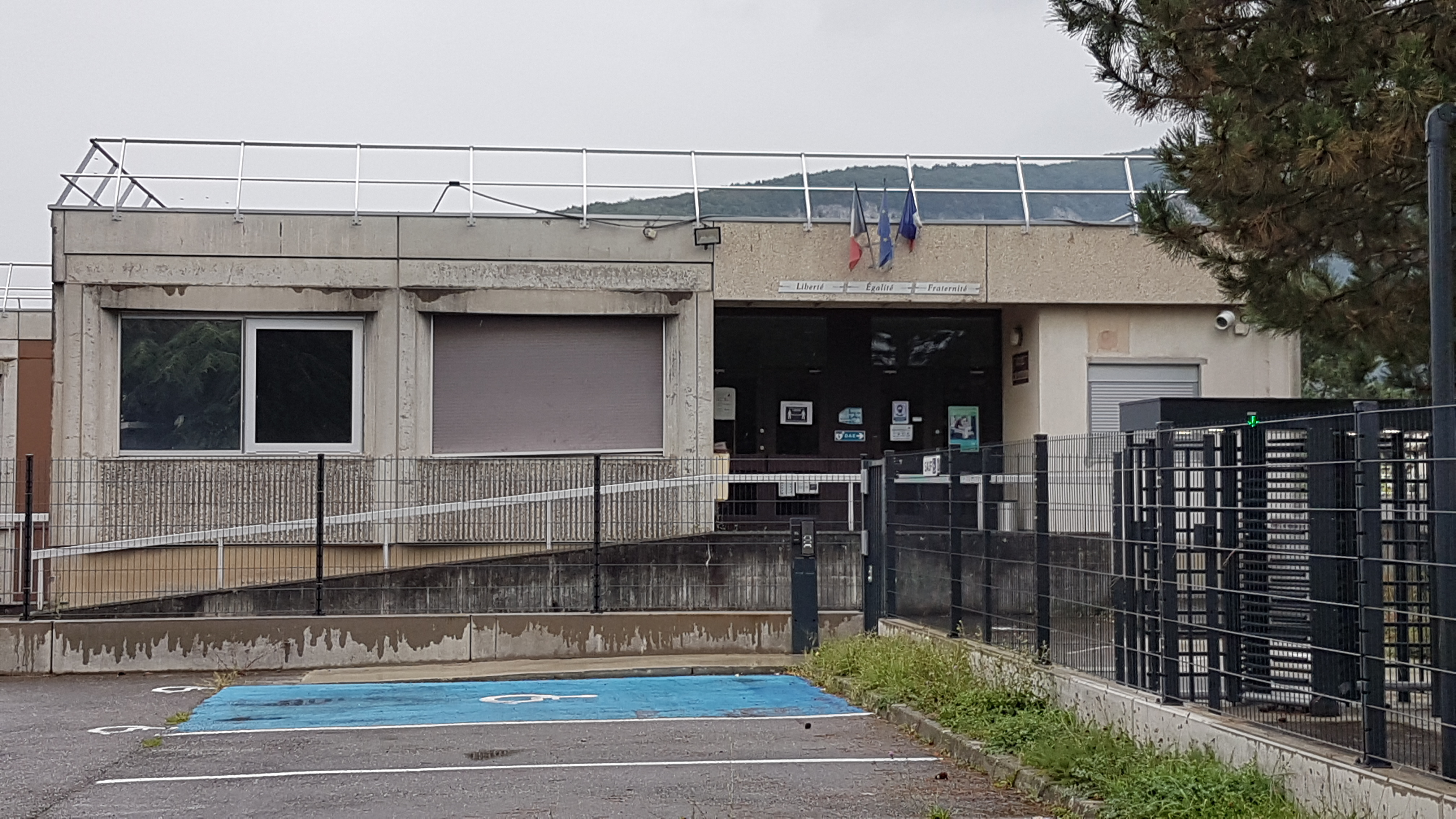
阿讷马斯境内的一所小学

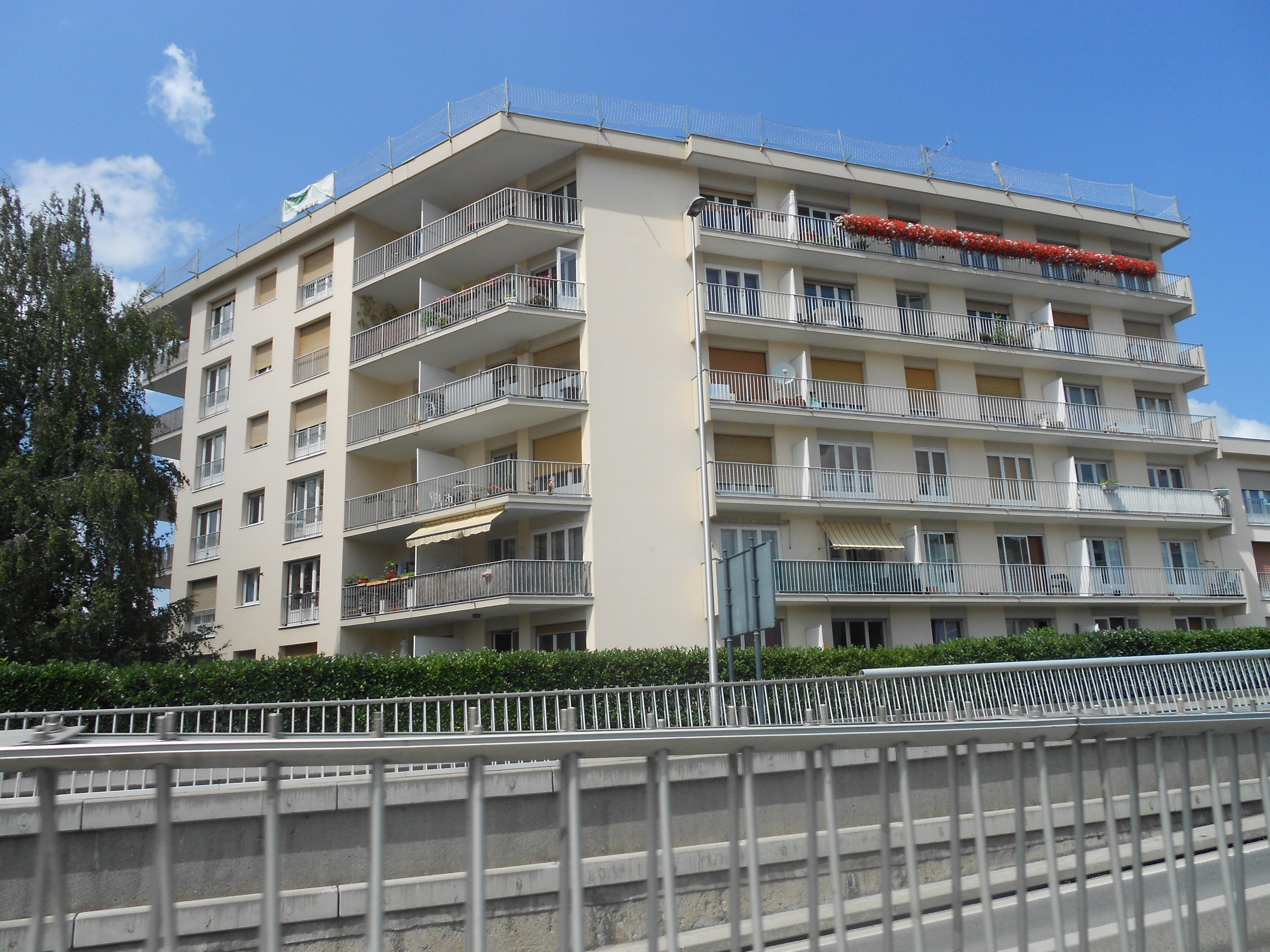
阿讷马斯的高层居民楼

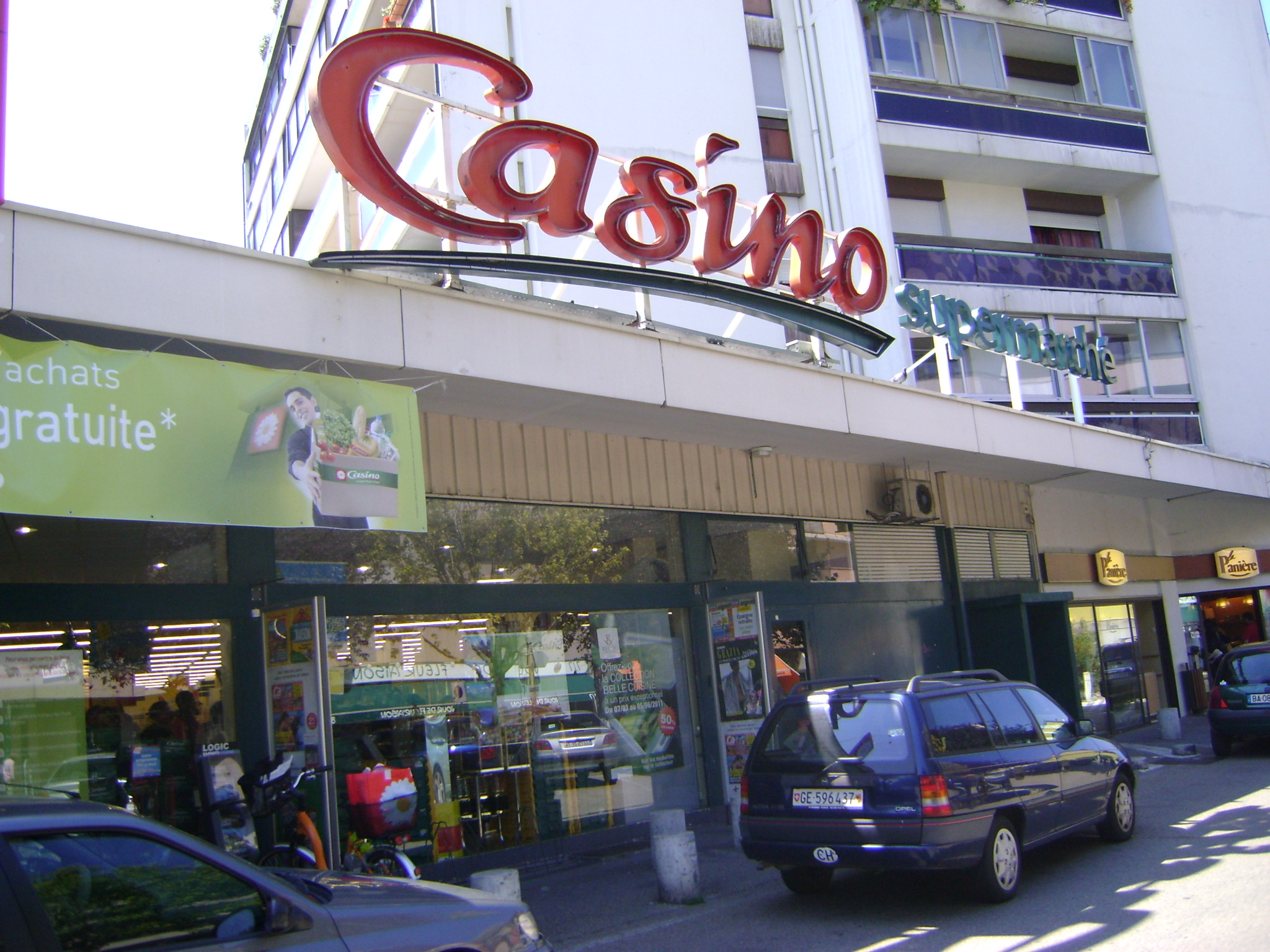
阿讷马斯境内的一处购物超市

### 教育
阿讷马斯属于格勒诺布尔学区。截至2023年1月1日，阿讷马斯境内共有4所幼儿园、10所小学、1所初级中学和3所普通高中。2022至2023学年度，阿讷马斯境内共有在校中等教育阶段学生3,722名。
在高等教育方面，阿讷马斯境内有一所卫生学校。

### 医疗
截至2023年1月1日，阿讷马斯境内共有全科医生50名、保健师26名、牙医38名、护士17名、耳科医生3名、眼科医生9名、皮肤科医生1名、助产士3名、儿科医生4名和妇科医生7名。境内共有药房10家、养老院1家、残疾人帮扶中心3家。
距离阿讷马斯最近的区域性医疗机构为“阿尔卑斯-莱芒中心医院”（Centre hospitalier Alpes Léman），其主病区位于阿尔沃河畔孔塔米讷，距离阿讷马斯市区大约22分钟，设有床位388个。
“萨瓦地区私立医院”（Hôpital Privé Pays de Savoie）则是当地的一家综合性私人医院，隶属于朗赛医疗集团（Ramsay Santé），其主病区位于阿讷马斯市区，设有床位250个。

### 住房
2021年，阿讷马斯境内共有各类住房20,505套，其中5.1%为独立式住宅，94.4%为集中式住宅。常住房屋占阿讷马斯市镇范围内居民建筑总量的86.8%。
在住房保障政策方面，2023年，阿讷马斯境内共有6,615户家庭获得了家庭津贴补助，受益人数占总人口数量的17.4%，其中3,490份为房租补助。

### 商业
2021年，阿讷马斯境内共有各类实体商铺1,228家，其中餐厅229家、大型超市12家、杂货店29家、面包房26家、肉铺17家、书店10家、装饰品店2家、银行门店18家、美容美发店76家、汽车维修店24家。阿讷马斯镇中心建有家乐福、Action、Lidl等超市，市区东北部则建有商业中心，有Boulanger、Fnac、Aldi、迪卡侬、Intersport等购物商场。

### 体育
2023年，阿讷马斯境内共有7间体育馆、4处足球或橄榄球场以及1处篮球或排球场。
截至2024年11月，阿讷马斯-昂比利-加亚尔体育会足球俱乐部（编号500324）是阿讷马斯境内唯一的一家注册足球俱乐部，成立于1909年，其主队2024至2025赛季参加上萨瓦省足球联赛甲组（法国第九级别），其主场为亨利·让泰球场（Stade Henri Jeantet）。

### 环境
阿讷马斯的环境事务由其所属的阿讷马斯-莱瓦龙城市圈公共社区联合各级政府协调负责。2021年，阿讷马斯境内共有1家污染企业。

### 治安
2021年，阿讷马斯市镇范围内共有1处派出所。
2023年，阿讷马斯市镇范围内累计记录各类案件3,363起，其中盗窃类案件1,781起，人身侵犯类案件827起，毒品交易类案件304起。

## 文化
2023年，阿讷马斯境内共有1家剧场、2家电影院、1家博物馆和1家音乐厅。阿讷马斯境内建有皮埃尔·古瓦图书馆（Bibliothèque Pierre Goy），每周一、二、三、五、六向公众开放。

### 建筑
阿讷马斯境内的建筑多建于20世纪以后，其中圣安德烈教堂、圣约瑟夫教堂等是当地的地标性建筑物。

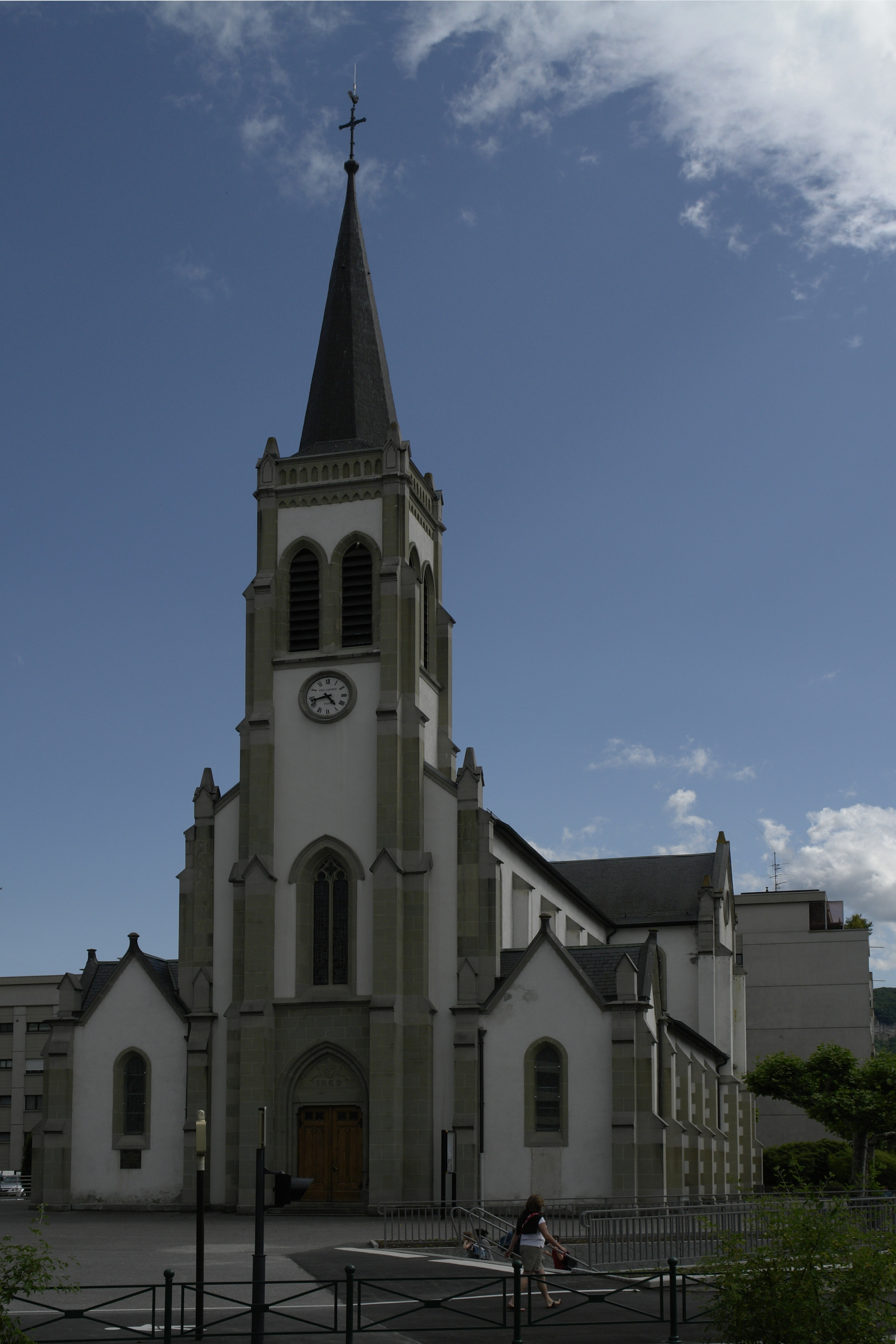
圣安德烈教堂（法语：Église Saint-André d'Annemasse）
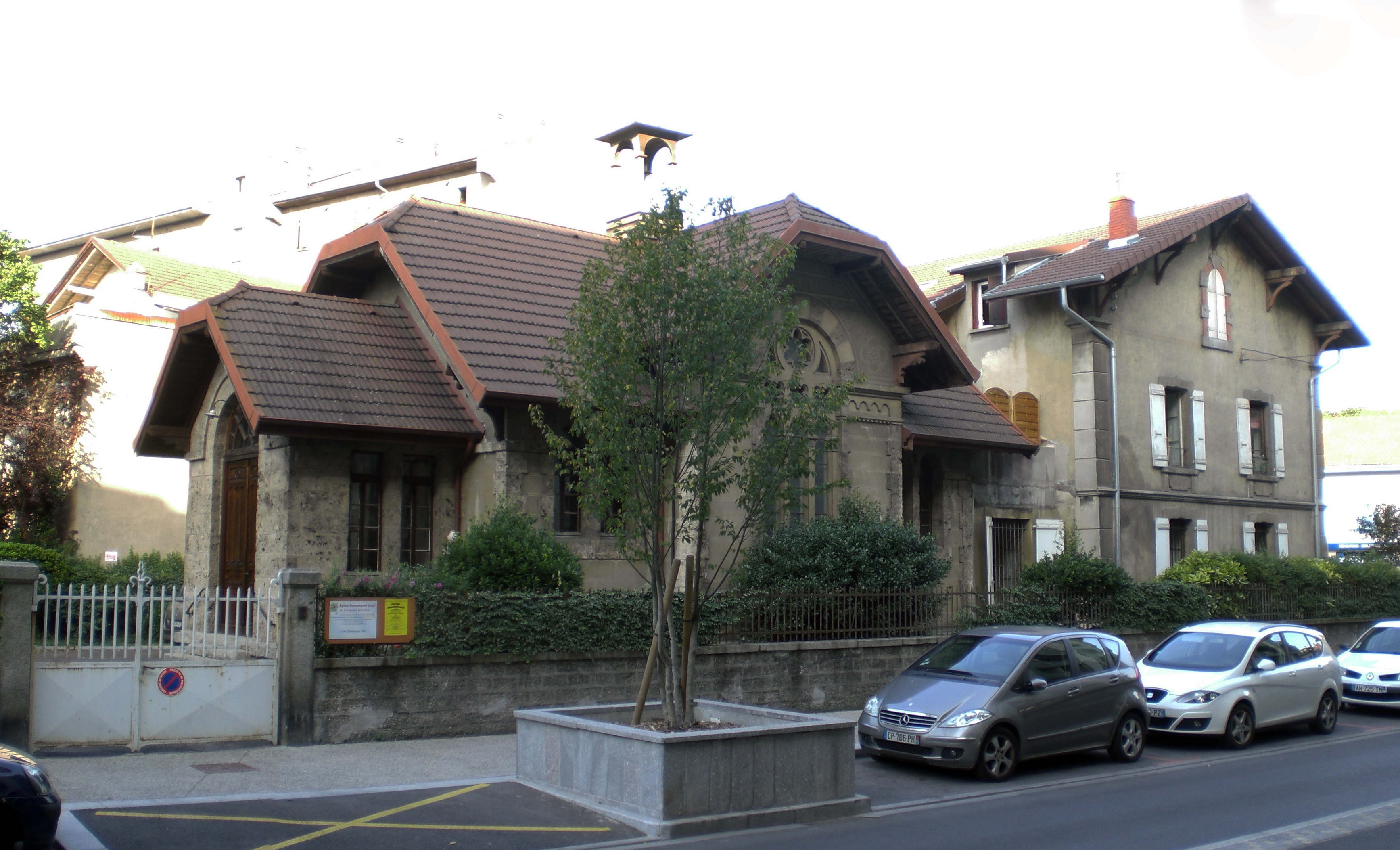
新教教堂
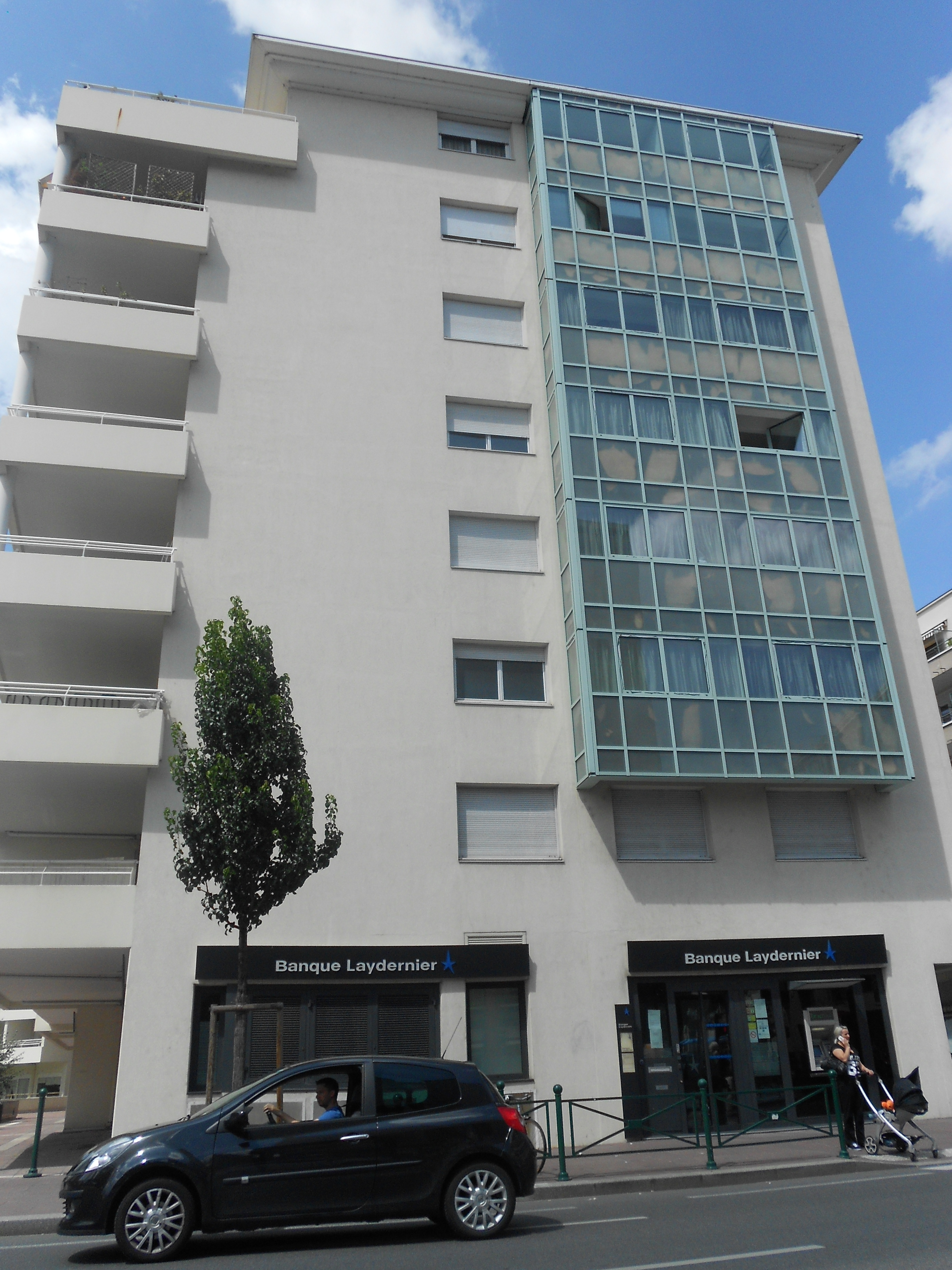
现代公寓
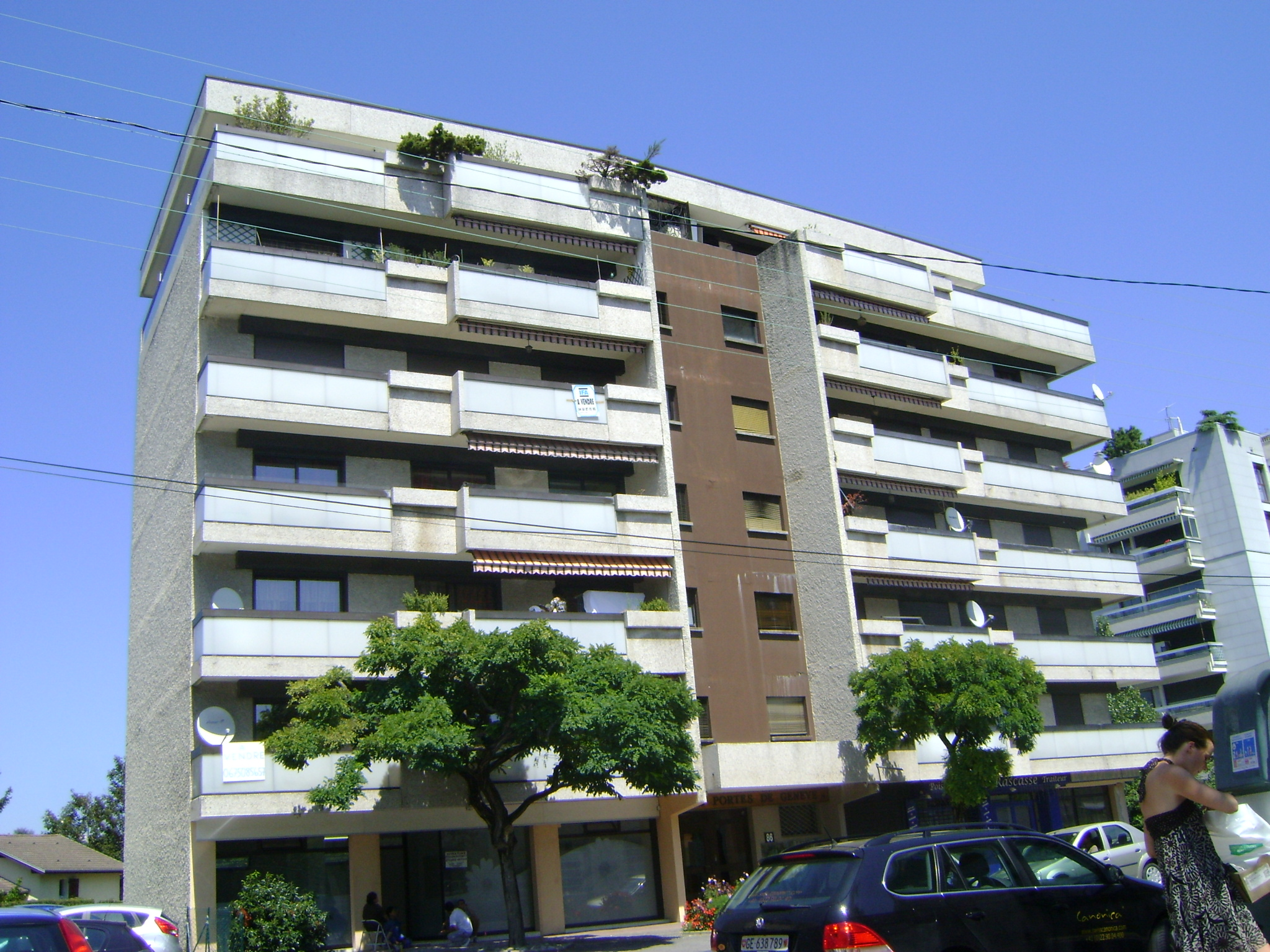
传统公寓
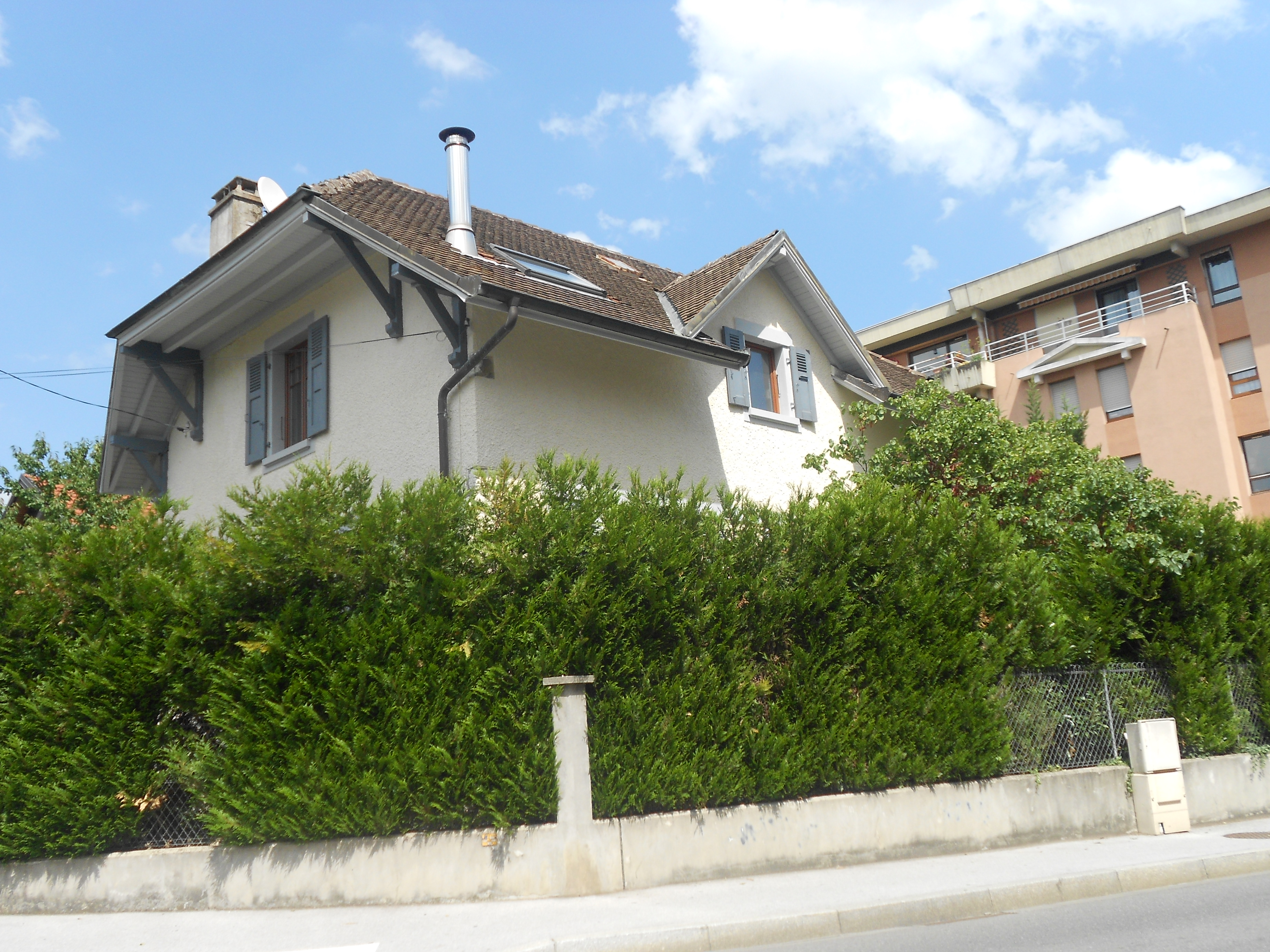
传统居民建筑
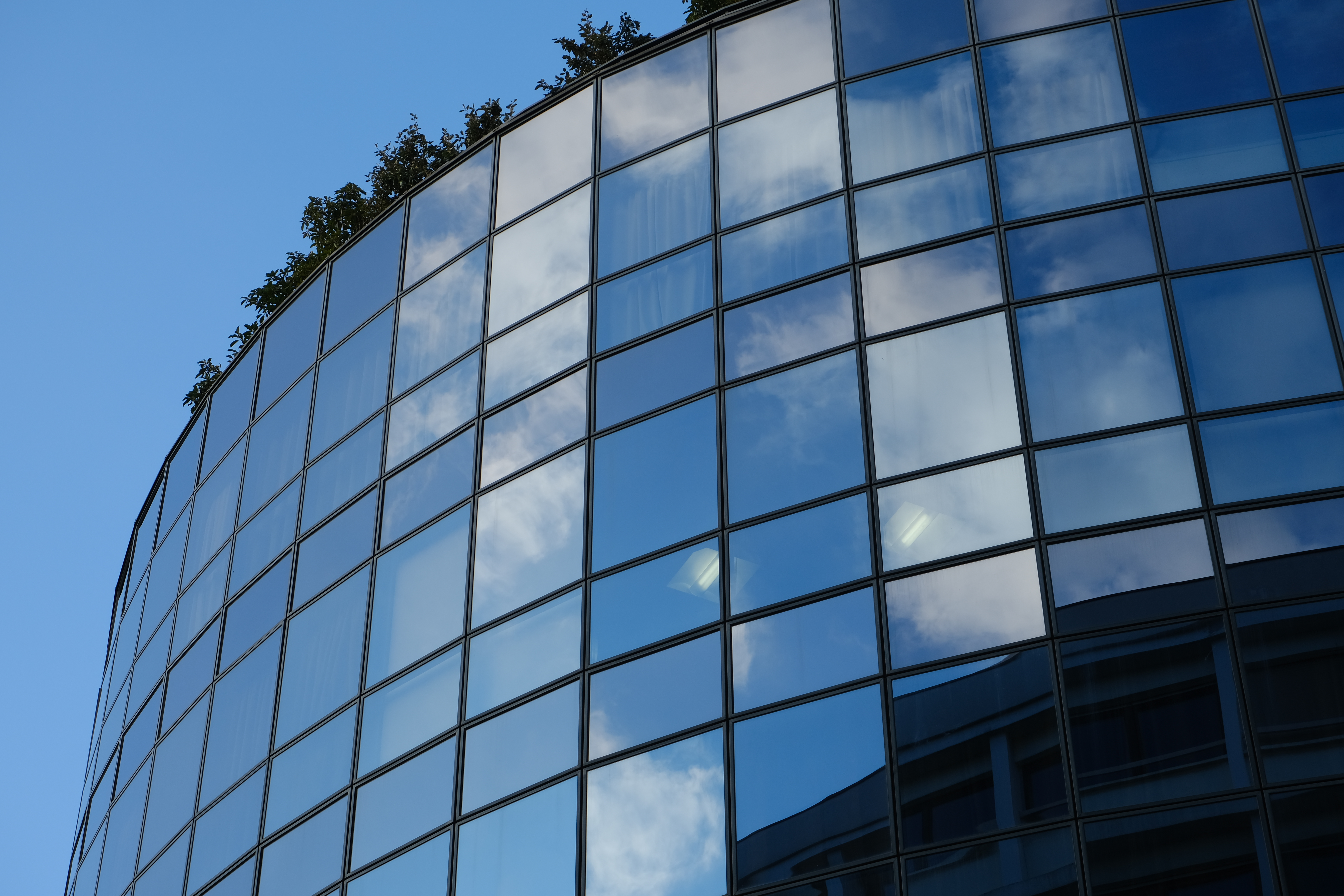
现代办公楼

### 旅游
阿讷马斯的旅游事务由其所属的阿讷马斯-莱瓦龙城市圈公共社区联合各级政府协调负责。2024年，阿讷马斯境内共有8家酒店共计389间房间。

### 媒体
法国主要的媒体均可在阿讷马斯接收，法国电视三台下属的奥弗涅-罗讷-阿尔卑斯大区频道在部分时段播出阿讷马斯所在上萨瓦省的地方新闻。蓝色法兰西萨瓦地区广播、勃朗峰广播、勃朗峰电视台、《信使报》等是当地主要的地方性媒体，此外因靠近日内瓦，当地亦可接收到部分来自日内瓦的广播信号。

## 相关人物
法国足球教练帕斯卡·迪普拉和滑雪运动员让-马克·加亚尔出生于阿讷马斯。

## 对外交流
截至2024年11月，阿讷马斯共与一座城市互为友好城市关系，另与三座城市建立有合作交流关系：

| - 德国 加格瑙 | - 波蘭 謝拉茲 - 義大利 托里切拉 - 加拿大 布瓦布里扬 |